# David Roback
David Roback (Los Angeles, 4 aprile 1958 – Los Angeles, 25 febbraio 2020) è stato un chitarrista e cantautore statunitense noto per essere stato uno principali esponenti della neopsichedelia californiana identificata con il termine Paisley Underground.
Cresciuto a Los Angeles iniziò con il fratello Stephen formando gli Unconscius che comprendeva anche la futura Bangles Susanna Hoffs.
Dopo questa esperienza fondò nel 1981 con il fratello i Rain Parade, gruppo fondamentale del movimento neopsichedelico del Paisley Underground. Nel 1984 abbandonò questo progetto per dedicarsi ai Rainy Day, supergruppo dalla breve durata.
Formò con Kendra Smith i Clay Allison diventati presto Opal. A seguito dell'abbandono della Smith durante il tour del 1988 ingaggiò come sostituta la cantante Hope Sandoval con cui diede vita nel 1989 ad un nuovo gruppo i Mazzy Star.
Oltre all'attività col gruppo scrisse e produsse i brani cantanti da Maggie Cheung nel film Clean dove interpretò una piccola parte nel ruolo di sé stesso.